# Prodigy (rapero)
Albert Johnson (Hempstead, condado de Nassau, Nueva York, 2 de noviembre de 1974 - Las Vegas, Nevada, 20 de junio de 2017), conocido por su nombre artístico Prodigy, fue un rapero estadounidense, integrante del dúo neoyorquino Mobb Deep.

## Biografía
Provenía de una familia de músicos; su abuelo Budd Johnson y su tío Keg Johnson son recordados por sus contribuciones a la era del jazz bebop. Prodigy nació con anemia de células falciformes y padeció la enfermedad durante toda su vida. Murió el 20 de junio de 2017.

## Prodigy & Mobb Deep
En 1990, Prodigy conoce a Havoc en el colegio. Junto formarían Mobb Deep. Debido a la amistad que entabló con el rapero Nas el estilo de ambos se asemejaba mucho, ejemplo de esto es el disco Illmatic (1994), Tan pronto como publicaron su exitoso sencillo, "Shook Ones Pt.. 2", Prodigy y Havoc lanzaron el álbum The Infamous. Un año más tarde, en 1996, se lanzó el Hell on Earth, debutando en el número SoundScan. El álbum cuenta con ritmos evocadores y rimas cinematográfico que nos dejan ver el lado oscuro del paisaje urbano de Nueva York. Debido al videoclip "Hell on Earth (Front Lines)" y las fotos tipo Scarface (ya que en el folleto del CD se podía ver al dúo con armas de fuego y un montón de cocaína). Ergo Mobb Deep había creado su propia imagen la cual se convirtió en un símbolo noventero de la Costa Este. Tras Hell on Earth, Mobb Deep se vería inmerso en la guerra entre costas que se había formado en 1994 cuando 2Pac fue tiroteado en Nueva York. 2Pac culparía a raperos como The Notorious B.I.G. de aquel tiroteo, lo cual fue el detonante de una guerra entre costas que duraría hasta 1997 con el asesinato de The Notorious B.I.G..

## Discos en solitario
En 2000, Prodigy sorprendió al público con un gran disco, H.N.I.C., este disco contó con colaboraciones importantes tales como Noreaga, B.G., Havoc, Twin Gambino (de Infamous Mobb), Big Noyd, Cormega, Sen y también con importantes producciones.
Siete años después volvió a la carga con "Return Of The Mac". Su último disco en solitario H.N.I.C. Pt. 2 salió a la venta en 2008.

## Problemas con la justicia
La siguiente es una breve cronología de algunos de los problemas legales que Prodigy enfrentó durante su vida:
- El 6 de noviembre de 2003, Prodigy fue arrestado en Cohoes, Nueva York, y acusado de posesión criminal de un arma en tercer grado y posesión ilegal de cannabis. Según los informes, la policía recuperó una pistola calibre .25 y cannabis en su persona.[3]
- El 26 de octubre de 2006, Prodigy fue arrestado en la ciudad de Nueva York y acusado de posesión criminal de un arma. Fue detenido en un SUV a prueba de balas personalizado de $ 120 000 después de hacer un giro en U ilegal alrededor de las 2:15 a. m.. Después de realizar un registro del vehículo, la policía recuperó una pistola calibre .22 en la consola central.[4]
- El 8 de octubre de 2007, Prodigy fue sentenciado a cumplir tres años y medio de prisión por posesión ilegal de un arma de fuego. Originalmente enfrentando una sentencia obligatoria de 15 años de prisión, Prodigy llegó a un acuerdo con la fiscalía y se declaró culpable a cambio de la sentencia de prisión más corta.[5]
- El 7 de marzo de 2011, Prodigy fue liberado del Centro Correccional Mid-State en Marcy, Nueva York después de cumplir tres años por posesión criminal de un arma. Su sentencia fue reducida en seis meses por buen comportamiento y permaneció en libertad condicional hasta 2014.[6][7][8]

Después de ser arrestado en octubre de 2006 junto al productor musical The Alchemist tras una escabrosa persecución originada por una redada, Prodigy se declaró culpable de posesión ilegal de un arma. La policía encontró una pistola del calibre 22 sin licencia. Los cargos con The Alchemist fueron retirados. En octubre de 2007, Prodigy fue declarado culpable y condenado a tres años de cárcel. La leyenda de Queens declaró al poco de conocer la sentencia:

Durante toda mi vida, he vivido siempre en la adversidad. Soy un superviviente. Tú no entiendes el poder mental que tengo. Mientras esté encerrado, voy a estar escribiendo letras de canciones, trabajando en el guion de mi segundo largometraje, Dope, y terminando de escribir la autobiografía de mi vida, la cual estará acabada para cuando salga en libertad.[cita requerida]

## Teoría de los Illuminati
Parte de la música hip hop se ha inspirado en la teoría de que existe una poderosa sociedad secreta internacional. A menudo se le conoce como los Illuminati, en honor a la sociedad secreta bávara fundada en 1776. La revista Complex ha afirmado que fue Prodigy quien inició el interés en la teoría. Prodigy había hablado a menudo públicamente en contra de la supuesta sociedad secreta internacional durante su vida.
Prodigy rimó sobre una sociedad secreta en su colaboración con LL Cool J en la canción «I Shot Ya (Remix)» del álbum de 1995 «Mr. Smith». Desde la cárcel en 2007, poco antes del lanzamiento de «H.N.I.C. Part 2», Prodigy escribió y publicó una carta abierta a Jay-Z en la que hizo algunas acusaciones crípticas aludiendo a la teoría. En 2008, Prodigy tituló una canción «Illuminati» de «H.N.I.C. Part 2». En su último álbum en solitario publicado durante su vida, «The Hegelian Dialectic» (2017), Prodigy también se refirió a la teoría. Se informó que Prodigy estaba trabajando en un musical sobre su teoría Illuminati en el momento de su muerte.

## Muerte
Prodigy falleció el 20 de junio de 2017. En un principio se creyó que fue producto de las complicaciones de una crisis de la anemia falciforme, enfermedad con la que estuvo combatiendo desde su nacimiento. Teorías conspiranoicas afirman que la sociedad secreta de los illuminati le asesinaron debido a las afirmaciones polémicas en su último álbum, Hegelian Dialectic, en las que habla del 11-S entre otras cosas.

## Discografía

### Álbumes en solitario
- 2000: H.N.I.C.
- 2007: Return of the Mac
- 2008: H.N.I.C. Pt. 2
- 2008: Product of the 80's
- 2012: H.N.I.C.3
- 2013: Albert Einstein (Produced by Alchemist)
- 2017: Hegelian Dialectic

### Mixtapes
- 2009: Ultimate P
- 2010: Ultimate P 2

2016 R.I.P 1(Mixtape)
2016 R.I.P 2(Mixtape)
2016 R.I.P 3(Mixtape)

### Sencillos
- "Keep It Thoro" (2000)
- "Rock Dat Shit" (2000)
- "Y.B.E." (2000)
- "Trials Of Love" (2001)
- "Mac 10 Handle" (2006)
- "New York Shit" (2006)
- "Stuck On You" (2007)
- "A,B,C" (2007)
- "The Life" (2008)
- "New Yitty" (2008)
- "Young Veterans" (2008)
- "I Want Out" (2008)
- "Stop Stressin" (2008)
- "Shed Thy Blood" (2008)
- "Damn Daddy" (2009)

### Filmografía
- H.N.I.C. (2007)
- A Talent for Trouble (2007)
- Blackout (2007)
- Murda Muzik (2004)
- Full Clip (2004)

### Apariciones en Videojuegos
Prodigy junto con su compañero Havoc aparecieron en el videojuego de 2004 Def Jam Fight for NY.